# Regeringen Fonnesbech
Regeringen Fonnesbech var Danmarks regering mellan 14 juli 1874 och 11 juni 1875.
Konseljpresident
- Christen Andreas Fonnesbech

Utrikesminister
- Otto Rosenørn-Lehn

Finansminister
- C.A. Fonnesbech

Inrikesminister
- F.C.H.E. Tobiesen

Justitieminister
- Christian Sophus Klein

Kyrko- och undervisningsminister
- J.J.A. Worsaae

Krigsminister
- Niels Frederik Ravn, till 26 augusti 1874, därefter Peter Frederik Steinmann

Marinminister
- N.F. Ravn